# Horcajuelo de la Sierra
Horcajuelo de la Sierra är en kommun i Spanien. Den ligger i den autonoma regionen Madrid, i den centrala delen av landet, 70 km norr om huvudstaden Madrid. Antalet invånare är 111 (2024).